# أليس بيالياتسكي

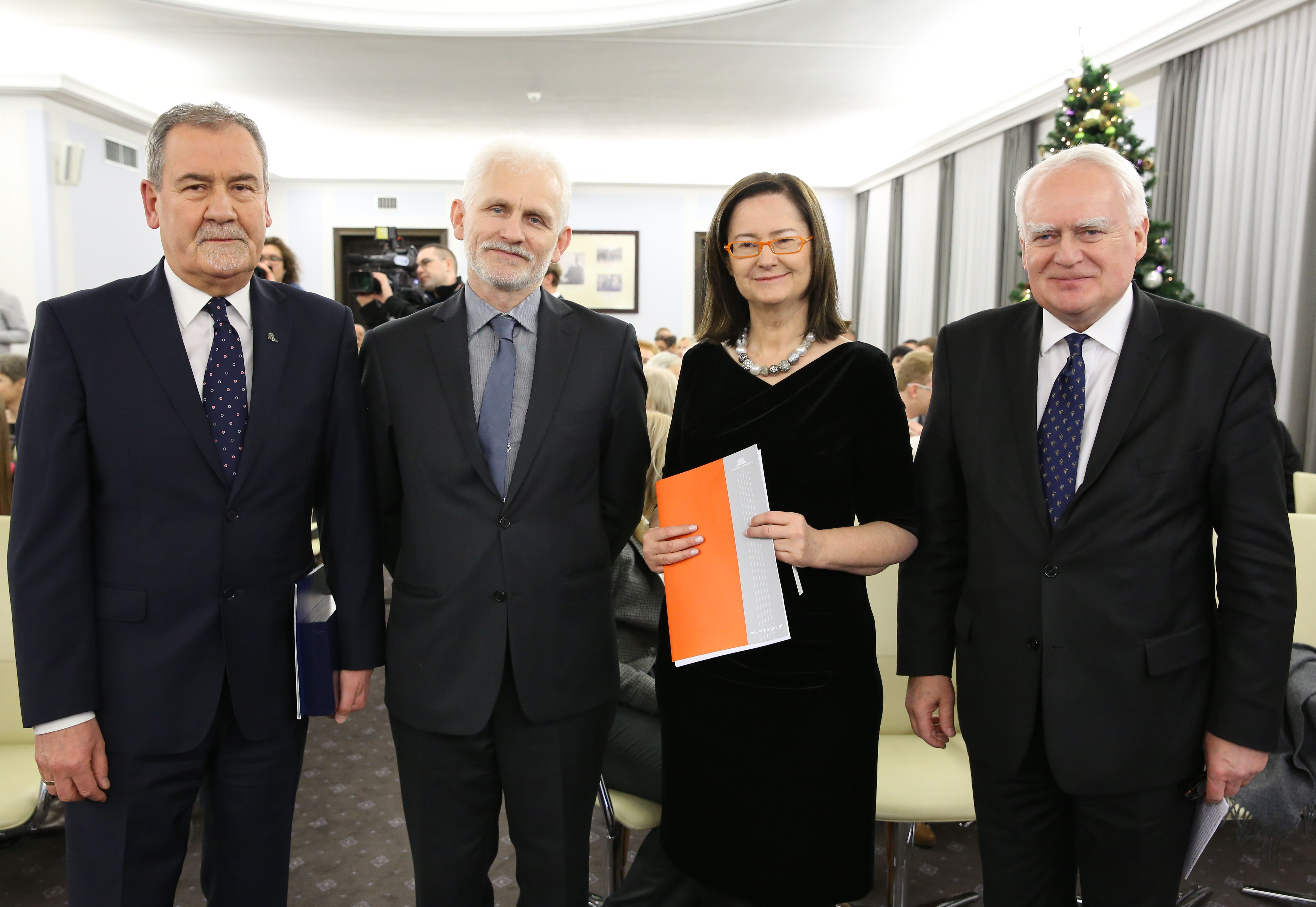
Bialiatski مع Jan Wyrowiński وIrena Lipowicz وOlgierd Dziekoński في حفل توزيع جوائز Pawe Włodkowic في مجلس الشيوخ في بولندا، 2014

أليس بيالياتسكي (بالبيلاروسية: Алесь Бяляцкі)؛ هو زعيم مدني بيلاروسي وسجين رأي سابق معروف بعمله مع مركز فياسنا لحقوق الإنسان. حصل على جائزة رايت لايفليهود في عام 2020، المعروفة على نطاق واسع باسم «جائزة نوبل البديلة». وحصل على جائزة نوبل للسلام لعام 2022 إلى جانب منظمات ميموريال ومركز الحريات المدنية.
كان قد سُجن بتهمة التهرب الضريبي منذ 14 يوليو 2021. يعتبر المدافعون عن حقوق الإنسان أن التهم ذات دوافع سياسية ويعتبرون ببيالياتسكي سجين رأي.

## خلفية
وُلد بيالياتسكي في فيارتسيليا، في كاريليا اليوم، لأبوين بيلاروسيين. والده فيكتور بيالياتسكي موطنه الأصلي منطقة راهاشو، أما والدته نينا فهي من مقاطعة ناروليا. عادت العائلة في عام 1965 إلى بيلاروسيا لتستقر في سفيتلورسك، منطقة هومييتش.
بيالياتسكي باحث في الأدب البيلاروسي، تخرج من جامعة ولاية هوميل عام 1984 حيث درس فقه اللغة الروسية والبيلاروسية. خلال أيام دراسته، التقى بيالياتسكي بالعديد من الأشخاص الذين أصبحوا فيما بعد مؤلفين مشهورين، بما في ذلك Anatol Sys وEduard Akulin وSiarzhuk Sys وAnatol Kazlou. بعد التخرج، عمل بيالياتسكي مدرسًا في منطقة ليسيسي، منطقة هومييتش.
في الفترة من 1985-1986، خدم في الجيش حيث كان سائقًا لعربة مدرعة في بطارية مدفعية مضادة للدبابات بالقرب من ايكاترينبرج (ثم سفيردلوفسك)، روسيا.

## نشاطه
في أوائل الثمانينيات، انخرط بيالياتسكي في عدد من المبادرات المؤيدة للديمقراطية، بما في ذلك مجموعة تسمى الحزب السري البيلاروسي «الاستقلال» بهدف تعزيز خروج بيلاروسيا من الاتحاد السوفيتي وتشكيل دولة ديمقراطية ذات سيادة. نشرت المجموعة نشرة غير قانونية تسمى «بوراشوك» وشاركت في تنظيم أول احتجاجات مناهضة للسوفييت، وأبرزها مظاهرات دزيادي في عامي 1987 و1988، احتجاجاً على بناء محطة دوجافبيلز للطاقة الكهرومائية، وهي مسيرة احتجاجية ضد هدم التراث المعماري للمدينة في مينسك، وأقامت المجموعة حفلًا تذكاريًا في كوراباتي في عام 1988. في ديسمبر 1987، كان بيالياتسكي عضوًا في اللجنة المنظمة للجمعية الأولى للمجتمعات البيلاروسية.
حصل بيالياتسكي في عام 1989 على درجة الدكتوراه من أكاديمية العلوم البيلاروسية. وخلال دراسات الدكتوراه، ساعد بيالياتسكي في تأسيس جمعية توتيجيشيا للكُتَّاب الشباب، حيث كان رئيسًا للمجموعة من 1986 إلى 1989، مما أدى إلى مضايقات من إدارة الأكاديمية. في عام 1988 شارك بيالياتسكي في تنظيم استشهاد بيلاروسيا. وكان أيضًا أحد الأعضاء المؤسسين للجبهة الشعبية البيلاروسية والجماعة الكاثوليكية البيلاروسية.
عمل بيالياتسكي في عام 1989ب احث ًامبتدئ ًافي متحف تاريخ الأدب البيلاروسي. في وقت لاحق من نفس العام، انتُخب مديرًا لمتحف مكسيم باهدانوفيتش الأدبي. غادر بيالياتسكي المتحف في أغسطس 1998، بعد ترتيب العديد من المعارض الرئيسية، بما في ذلك معرضان في مينسك، وواحد في منطقة مالادزينا وواحد في ياروسلافل، روسيا.
خلال فترة إدارة بيالياتسكي، استضاف المتحف العديد من الفعاليات العامة حول القضايا السياسية والثقافية والدينية. كان مبنى المتحف في وسط مينسك في عام 1990 يضم مكتب تحرير "Svaboda"، وهي إحدى أولى الصحف المؤيدة للديمقراطية في بيلاروسيا. قدم بيالياتسكي المساعدة القانونية لعشرات المنظمات غير الحكومية، بما في ذلك مركز حقوق الإنسان «فياسنا» ومركز "Supolnasts". ودعا العديد من المؤلفين الشباب، مثل Palina Kachatkova وEduard Akulin وSiarhei Vitushka وAles Astrautsou، للعمل في المتحف.
كان بيالياتسكي عضوًا في مجلس نواب مدينة مينسك بين عامي 1991 و1996. وفي اليوم التالي لمحاولة الانقلاب في موسكو في 20 أغسطس 1991، وجه مع 29 عضوًا آخر في المجلس نداءً مفتوحًا إلى شعب مينسك «ليكونوا مخلصين للسلطات المنتخبة قانونًا وأن يلتمسوا جميع الوسائل الدستورية من أجل إنهاء أنشطة لجنة الطوارئ التابعة للدولة». وبعد موافقة مجلس مدينة مينسك على استخدام الرموز الوطنية، أحضر بيالياتسكي في 5 سبتمبر 1991 علمًا أبيض-أحمر-أبيض إلى قاعة المجلس. كان العلم هو الأول الذي جرى رفعه رسميًا على مبنى مجلس مدينة مينسك.
كان بيالياتسكي سكرتير الجبهة الشعبية البيلاروسية (1996-1999) ونائب رئيس الجبهة (1999-2001).
أسس بيالياتسكي مركز حقوق الإنسان «فياسنا» في عام 1996. وهو المنظمة التي تتخذ من مينسك مقرا لها والتي كانت تسمى آنذاك "Viasna-96"، جرى تحويلها إلى منظمة غير حكومية وطنية في يونيو 1999. ألغت المحكمة العليا في بيلاروسيا في 28 أكتوبر 2003 تسجيل الدولة لمركز حقوق الإنسان «فياسنا» بسبب دوره في مراقبة الانتخابات الرئاسية لعام 2001. ومنذ ذلك الحين، تعمل منظمة حقوق الإنسان البيلاروسية دون تسجيل.
كان بيالياتسكي رئيسًا لمجموعة العمل لجمعية المنظمات غير الحكومية الديمقراطية (2000-2004). وكان نائب رئيس الاتحاد الدولي لحقوق الإنسان (FIDH) في الفترة 2007-2016.
وهو عضو في اتحاد الكتاب البيلاروسيين منذ عام 1995، ومركز القلم البيلاروسي منذ عام 2009.
خلال الاحتجاجات البيلاروسية عام 2020، أصبح بيالياتسكي عضوًا في مجلس تنسيق سفياتلانا تسيخانوسكايا.

## اعتقاله عام 2011
ألقي القبض على أليس بيالياتسكي في 4 أغسطس 2011 بتهمة التهرب الضريبي («إخفاء الأرباح على نطاق واسع بشكل خاص»، المادة 243، الجزء 2 من القانون الجنائي لجمهورية بيلاروسيا). جرى إصدار لائحة الاتهام بفضل السجلات المالية الصادرة عن المدعين العامين في ليتوانيا وبولندا.
حُكم على بيالياتسكي في 24 أكتوبر 2011 بالسجن لمدة أربع سنوات ونصف ومصادرة ممتلكاته. ودافع بيالياتسكي بأنه غير مذنب، قائلاً إن الأموال وردت في حساباته المصرفية لتغطية أنشطة فياسنا في مجال حقوق الإنسان.
وأُفرج عنه في 21 يونيو 2014.

### ردود الفعل
قال نشطاء حقوق الإنسان في بيلاروسيا، وكذلك قادة الاتحاد الأوروبي وحكومات الاتحاد الأوروبي والولايات المتحدة، إن بيالياتسكي كان سجينًا سياسيًا، ووصفوا الحكم الصادر ضده بدوافع سياسية. وحثوا السلطات البيلاروسية على إطلاق سراحه لكونه ناشطًا حقوقيًا. ودعا البرلمان الأوروبي في 15 سبتمبر 2011 إلى قرار خاص للإفراج الفوري عن بيالياتسكي. كما طلب رئيس البرلمان الأوروبي جيرزي بوزيك وكاثرين أشتون الممثلة السامية للاتحاد الأوروبي للشؤون الخارجية والسياسة الأمنية، ورئيس منظمة الأمن والتعاون في أوروبا إيمون جيلمور والمقرر الخاص للأمم المتحدة المعني بحالة حقوق الإنسان في بيلاروسيا ميكلوس هاراستي بالإفراج عنه.
دعت العديد من المنظمات غير الحكومية الدولية لحقوق الإنسان إلى «الإفراج الفوري وغير المشروط عن بيالياتسكي».
- في 11 أغسطس، أعلنت منظمة العفو الدولية أن بيالياتسكي سجين رأي.[21]
- في 12 سبتمبر، أطلق الاتحاد الدولي لحقوق الإنسان (FIDH) حملة للدعوة إلى إطلاق سراح بيالياتسكي والإبلاغ بشكل عام عن السجناء السياسيين في بيلاروسيا.[22]
- قالت تاتسيانا ريفياكا، زميلة بيالياتسكي في فياسنا ورئيسة دار حقوق الإنسان البيلاروسية في فيلنيوس، إن "السبب وراء هذه الاتهامات هو حقيقة أن منظمتنا فياسنا تقدم مساعدات مختلفة لضحايا القمع السياسي في بيلاروسيا.[23]
- «إن اعتقال بيلياتسكي هو حالة انتقامية واضحة ضده وضد فياسنا لعملهما في مجال حقوق الإنسان. وقالت هيومن رايتس ووتش في بيان إن هذه هي الأحدث في سلسلة طويلة من الجهود التي تبذلها الحكومة لسحق المجتمع المدني في بيلاروسيا»[24]

قضى بيالياتسكي عقوبته في المستعمرة العقابية رقم 2 في مدينة بابروجسك، حيث كان يعمل في محل خياطة.
عوقب مرارًا من قبل إدارة السجن بتهمة «انتهاك قواعد السجن»، ووُصف بأنه «مجرم خبيث»، مما منعه من العفو عام 2012 وحرمانه من الزيارات العائلية والطرود الغذائية.
خلال فترة وجوده في السجن، كتب بيالياتسكي العديد من النصوص حول الموضوعات الأدبية، والمقالات، والمذكرات، والتي جرى إرسالها إلى شركائه.
انطلقت حملة تضامن دولي غير مسبوقة خلال فترة سجنه، حتى جرى الإفراج عن بيالياتسكي من السجن قبل 20 شهرًا من الموعد المحدد في 21 يونيو 2014 بعد أن أمضى 1052 يومًا من الاحتجاز التعسفي في ظروف قاسية، بما في ذلك فترات الحبس الانفرادي.
واعتبارًا من عام 2012 يجري الاحتفال بيوم 4 أغسطس (يوم اعتقال بيالياتسكي) سنويًا باعتباره اليوم الدولي للتضامن مع المجتمع المدني في بيلاروسيا.

## اعتقاله عام 2021
فتشت الشرطة البيلاروسية في 14 يوليو 2021 منازل موظفي فياسنا في جميع أنحاء البلاد وداهمت المكتب المركزي. وأُلقي القبض على بيالياتسكي وزملائه فلاديمير ستيفانوفيتش وفلاديمير لابكوفيتش. ووجهت إلى بيالياتسكي في 6 أكتوبر 2021 تهمة التهرب الضريبي مع عقوبة قصوى تصل إلى 7 سنوات في السجن.

## التقدير الدولي
فاز بيالياتسكي وفياسنا في مارس 2006 بجائزة Homo Homini لعام 2005 من منظمة People in Need التشيكية غير الحكومية، وتقديرًا لـ «الفرد الذي يستحق تقديرًا كبيرًا بسبب تعزيزه لحقوق الإنسان والديمقراطية والحلول غير العنيفة للنزاعات السياسية». وقد منح الجائزة الرئيس التشيكي السابق والمنشق فاتسلاف هافيل. كما فاز بيالياتسكي بجائزة Per Anger السويدية في عام 2006، التي تحمل اسم الدبلوماسي السويدي Per Anger التي تُمنح للفرد الذي «يروج للديمقراطية والجهود الإنسانية، ويتميز بالإجراءات والمبادرات النشطة، ويعمل بدون مكاسب شخصية، ويتحمل مخاطر شخصية كبيرة، يُظهر شجاعة كبيرة وهو نموذج يحتذى به للآخرين».
حصل بيالياتسكي في عام 2006 على «جائزة أندريه ساخاروف للحرية» من لجنة هلسنكي النرويجية.
وأُعطي بيالياتسكي المواطنة الفخرية في جنوة (مقاطعة ليغوريا، إيطاليا)، 2010.
كما حصل على الجائزة الوطنية لحقوق الإنسان. بوصفه ناشط حقوق الإنسان للعام في بيلاروسيا. 2011.
حصل على دبلوم حرية الكلام من الاتحاد النرويجي للكُتَّاب. Ytringsfrihetsprisen من النرويج في 2012.
كما صار مواطنًا فخريًا في باريس عام 2012.
فاز مع تحالف المجتمع المدني الأوغندي بشأن حقوق الإنسان والقانون الدستوري بجائزة المدافعين عن حقوق الإنسان لعام 2011 التي تقدمها وزارة الخارجية الأمريكية. وقدحصل على الجائزة غيابيًا، وجرى تسليم الجائزة إلى زوجته Natallia Pinchuk في السفارة الأمريكية في وارسو، بولندا، في 25 سبتمبر 2012.
فاز بيالياتسكي في عام 2012 بجائزة ليخ واسا عن «إضفاء الطابع الديمقراطي على جمهورية بيلاروس، وتعزيزه النشط لحقوق الإنسان والمساعدة المقدمة إلى الأشخاص المضطهدين حاليًا من قبل السلطات البيلاروسية».
منحته الجمعية البرلمانية لمجلس أوروبا في عام 2012 جائزة فاتسلاف هافيل لحقوق الإنسان لعمله كمدافع عن حقوق الإنسان، «لكي يطمح مواطنو بيلاروسيا يومًا ما إلى معاييرنا الأوروبية». ولأنه كان محتجزًا في ذلك الوقت، تلقت زوجته الجائزة نيابة عنه. وبعد الإفراج عنه، زار ستراسبورغ لشكر الجمعية على دعمها.
نال جائزة أليس أداموفيتش الأدبية من مركز القلم البيلاروسي. بيلاروسيا، 2014.
وحصل على لقب المدافع عن الحقوق المدنية لعام 2014 من السويد، 2014.
كما حصل على لقب مواطن فخري من سيراكيوز (صقلية، إيطاليا). 2014.
جرى ترشيح بيالياتسكي خمس مرات لجائزة نوبل للسلام، بما في ذلك عامي 2006 و2007. وجرى ترشيحه مرة أخرى في عام 2012 لجائزة نوبل للسلام، لكن الجائزة مُنحت للاتحاد الأوروبي. في فبراير 2013 رشحه النائب النرويجي جان توري سانر، وفي عام 2014 رشحه أعضاء البرلمان البولندي لجائزة نوبل للسلام حيث وقع الترشيح 160 نائبا بولونيا.
حصل في عام 2020، بالمشاركة مع نسرين سوتوده وبريان ستيفنسون ولوتي كننغهام ورين على جائزة رايت ليفيلهوود، المعروفة على نطاق واسع باسم «جائزة نوبل البديلة».
جرى اختيار بيالياتسكي في ديسمبر 2020 من بين ممثلي المعارضة البيلاروسية الديمقراطية، وتكريمه بجائزة ساخاروف من قبل البرلمان الأوروبي.
حصل بيالياتسكي ي عام 2022ع لى جائزة نوبل للسلام إلى جانب انظمات ميموريال ومركز الحريات المدنية.

### في الفن والإعلام
في عام 2013، أنتج ديمتري بلاكس مسرحية عن بيالياتسكي للإذاعة السويدية.
صدر كتاب Viktar Sazonau "The Poetry of the Prose"، عام 2013، وبه إحدى القصص بعنوان «بطاقة بريدية للسجين السياسي» تستند إلى تجربة بيالياتسكي.
نُشرت مقالة لـ أولادزيمير سيوتشيكاو بعنوان «الكلمة الجميلة للحرية!» في مجموعة «ملاحظات ليلية». وهي ملحق «بيلاروسيا الأدبية» رقم 4 (92) في صحيفة «نوفي تشاس». 25 أبريل 2014 / رقم 16 (385).
نُظمت قصيدة لـ أولادزيمير نياكليايو بعنوان "Rymtseli" عنه في ذكرى ميلاده الخمسين.
وكذلك قصيدة Siarzhuk Sys بعنوان «إلى أليس بيالياتسكي».
وكتب ميخاس سكوبلا مقالًا بعنوان «رسالة إلى أليس بيالياتسكي».
كما عرض الفيلم الروائي "Vyshe Neba" (فوق السماء "، من إخراج ديمتري مارينين وأندري كوريشيك، 2012) حلقة تصور اعتقال أليس بيالياتسكي والتي ظهرت في أخبار القناة التلفزيونية بيلاروسيا -1 (الدقيقة 56).
وصدر فيلمًا وثائقيًا بعنوان «شمعة الحقيقة لأليس بيالياتسكي» (بقلم بالينا ستسيبانينكا، 2011، بيلاروسيا).
وكذلك وثائقي «الربيع» (إخراج فولها شيفيد، 2012، بيلاروسيا).
والفيلم الوثائقي «قلب لا يموت» (إخراج إيرلينج بورغن، 2015، النرويج).
إضافة إلى فيلم وثائقي بعنوان «1050 يوم من العزلة» (المخرج عليه داشكيفيتش، 2014 بيلاروسيا).
وقام الفنان آي ويوي ببناء صورة أليس بيالياتسكي من مكعبات الليغو. عُرض العمل في معرض "Next" في متحف هيشورن في واشنطن العاصمة.
وظهرت صورة أليس بيالياتسكي للفنان أولادزيمير فيشنوسكي في كتاب بيالياتسكي «الجناح البارد للوطن الأم».
- «Літаратура ц нацыя». 1991.[51]
- «рабежкі па беразе Жэнеўскага возера». 2006.
- «Асьвечаныя беларушчынай». 2013.[52]
- «ртутнае срэбра жыцьця». 2014.[53]
- «алоднае крыло Радзімы». 2014.[50]
- «Бой з сабой». 2016.[54]
- 20-Я Вясна. борнік сэ іспамінаў сяброў Праваабарончага нтра «ясна». 2016. (А. Бяляцкі. с.7-20؛ 189–203.[55])

## حياته الخاصة
أليس بيالياتسكي متزوج من ناتاليا بينتشوك. حيث التقيا في عام 1982 عندما كان أليس طالبًا في جامعة Francishak Skaryna Homiel State، ودرست ناتاليا في الكلية التربوية في Lojeu. وتزوجا في عام 1987 ولديه ابن اسمه آدم.
خلال سنوات دراسته الجامعية، كان بيالياتسكي يعزف على الغيتار باس في فرقة تدعى باسكي. وقد ذكر أن هواياته الرئيسية الآن هي صيد الفطر وزراعة الزهور.

## وصلات خارجية
أليس بيالياتسكي على موقع جائزة نوبل